# Никольский домик
Никольский домик — утраченный памятник архитектуры. Был расположен в Петергофе по адресу Заячий Ремиз, 1.
Здание на перемычке у вырытого в 1825 году Большого Западного пруда стало одним из первых строений Лугового парка. «Деревянный дом на каменном фундаменте в русском сельском виде» был построен к июню 1835 года по распоряжению Николая I и проекту А. И. Штакеншнейдера.
Здание было двухэтажным идеализированным бревенчатым крестьянским домом с мансардой. Были использованы приёмы украшения русского народного зодчества, деревянные резные детали (с влиянием мотивов классицизма): оконные наличники и карнизы, накладные узоры, балясины, витые столбики у навесов и балконов. Ставни и двери были расписаны в лубочном стиле, стены и потолки покрыты светлым лаком с сохранением структуры дерева. У дома стояли тёсаные ворота с навесом, во дворе была выполненная в том же стиле караулка. Павильон предназначался для отдыха во время прогулок и был построен как сюрприз для Александры Фёдоровны.
Рядом со зданием П. И. Эйлер распланировал пейзажный садик.
Согласно Постановлению Правительства РФ № 527 от 10.07.2001 года, дом был разобран в 1970-е годы, хотя предположительно ещё существовал в 1980-е годы, а в 1985 году считался подлежащим восстановлению.